# ديكا ميم
ديكا ميم (بالفرنسية: Dika Mem)‏ (مواليد31 أغسطس 1997) هو لاعب كرة يد فرنسي يلعب في مركز الظهير الأيمن في نادي برشلونة.

## روابط خارجية
- ديكا ميم على موقع الاتحاد الدولي لكرة اليد (الإنجليزية)
- ديكا ميم على موقع الاتحاد الأوروبي لكرة اليد (الإنجليزية)
- ديكا ميم على موقع الاتحاد الفرنسي لكرة اليد (الفرنسية)
- ديكا ميم على موقع أوليمبيديا (الإنجليزية)